# Thuès-Entre-Valls
Thuès-Entre-Valls è un comune francese di 34 abitanti situato nel dipartimento dei Pirenei Orientali nella regione dell'Occitania.

## Società

### Evoluzione demografica
Abitanti censiti